# Lisbon (Florida)
Lisbon és una concentració de població designada pel cens dels Estats Units a l'estat de Florida. Segons el cens del 2000 tenia 273 habitants.

## Demografia
Segons el cens del 2000, Lisbon tenia 273 habitants, 107 habitatges, i 81 famílies. La densitat de població era de 56,1 habitants/km².
Dels 107 habitatges en un 23,4% hi vivien nens de menys de 18 anys, en un 59,8% hi vivien parelles casades, en un 7,5% dones solteres, i en un 23,4% no eren unitats familiars. En el 19,6% dels habitatges hi vivien persones soles el 9,3% de les quals corresponia a persones de 65 anys o més que vivien soles. El nombre mitjà de persones vivint en cada habitatge era de 2,55 i el nombre mitjà de persones que vivien en cada família era de 2,84.
Per edats la població es repartia de la següent manera: un 21,2% tenia menys de 18 anys, un 6,2% entre 18 i 24, un 28,2% entre 25 i 44, un 24,5% de 45 a 60 i un 19,8% 65 anys o més.
L'edat mediana era de 40 anys. Per cada 100 dones de 18 o més anys hi havia 104,8 homes.
La renda mediana per habitatge era de 22.875 $ i la renda mediana per família de 33.984 $. Els homes tenien una renda mediana de 33.281 $ mentre que les dones 21.750 $. La renda per capita de la població era de 13.635 $. Cap de les famílies i el 7,5% de la població estaven per davall del llindar de pobresa.

## Poblacions més properes
El següent diagrama mostra les poblacions més properes.